# The Settlers : Bâtisseurs d'empire
The Settlers : Bâtisseurs d'Empire est un jeu vidéo de gestion et de stratégie en temps réel développé par Blue Byte Software et sorti en 2007 sur PC. Il fait partie de la série The Settlers et est la suite de The Settlers V : L'Héritage des Rois sorti en 2005.

## Système de jeu
Le jeu se déroule dans un monde médiéval où le joueur incarne un roi omniscient. Quelle que soit la mission finale de la partie, l'objectif majeur est de développer une ville par la collecte de ressources, la construction de bâtiments et la conquête de nouveaux territoires. Ce développement permet, le cas échéant, de développer une petite armée pour aller guerroyer les ennemis.
Pour chaque mission, le joueur peut choisir un chevalier (héros) qui dispose d'un bonus et d'une action spéciale. Ce héros ne meurt jamais définitivement au cours des parties. Ce qui est de même pour les alliés ou les ennemis à chevaux. Ils disparaissent toujours sous un brouillard vert.
Le joueur ne peut diriger directement l'activité des Settlers. Les actions possibles du joueur restent la création de bâtiments et leurs améliorations, le déplacement du chevalier et des troupes militaires et le commerce ce qui confère au jeu un aspect plutôt "contemplatif".
À la différence d'Opus précédents, les chaînes de production sont réduites au minimum : une matière première est transformée en produit fini. Il n'y a plus de notions de produits intermédiaires inutilisables.

## Les Chevaliers ou Héros
Liste des chevaliers disponibles  par ordre d'apparence durant la campagne.
| Description                                                              | Bonus                                                  | Capacité spéciale                                                         | Apparition |
| ------------------------------------------------------------------------ | ------------------------------------------------------ | ------------------------------------------------------------------------- | ---------- |
| Marcus : Ce héros a des prédispositions pour aider sur le plan militaire | Les unités militaires recrutées coûtent moins cher     | Fournit des torches aux unités militaires                                 | Vestholm   |
| Alandra : Héroïne disposant de dons pour guérir les settlers malades.    | Les Settlers versent davantage d'or durant les sermons | Guérit les Settlers une fois par mois                                     | Vestholm   |
| Elias : Commerçant. Ses capacités permettent de faire des économies.     | Les revenus du commerce sont plus importants           | Distribue de la nourriture aux Settlers en grève                          | Challia    |
| Kestral : Héroïne ayant des capacités de voleuse                         | Pille l'argent des bâtiments des villes                | Argent supplémentaire lors de la collecte d'impôt                         | Gallos     |
| Hakim : Héros touareg                                                    | Réduit le cout des améliorations de Bâtiment           | Conversion d'unités militaire ennemies (disponible à 3 mois d'intervalle) | Narfang    |
| Thordal : Viking                                                         | Plus d'épouses sont trouvées lors des fêtes            | Chante pour distraire les Settlers                                        | Drengir    |

## Campagne
La campagne est axée sur l'opposition entre le roi (le joueur) et le Prince Rouge, en compagnie de la Maîtresse Pourpre. Il y a 16 missions dans le mode campagne. Ces missions vont de difficulté croissante et les objectifs de missions sont variés (de collecter un certain nombre de ressources à capturer la cité ennemie). Une mission ne peut être commencée que si la précédente a été effectuée de manière victorieuse. 4 séquences cinématiques viennent égayer la progression de la campagne.

## Multijoueur
Le jeu inclut la possibilité de jouer en LAN, offrant de nouvelles possibilités aux joueurs.

## Accueil
| The Settlers : Bâtisseurs d'Empire |      |       |
| Média                              | Pays | Notes |
| Cyber Stratège                     | FR   | 4/10  |
| GameSpot                           | US   | 70 %  |
| Jeuxvideo.com                      | FR   | 13/20 |
| Joystick                           | FR   | 6/10  |

## Autres particularités
- Il est possible, a un certain niveau, d'organiser des fêtes. Cela permet au Settlers de rencontrer des épouses[9]. Les épouses permettent d'augmenter la productivité des bâtiments de production.
- Marcus et Alandra sont les seuls chevaliers à apparaître en même temps.